# Daysland
Daysland är en ort i Kanada.   Den ligger i provinsen Alberta, i den centrala delen av landet, 2 800 km väster om huvudstaden Ottawa. Daysland ligger 706 meter över havet och antalet invånare är 807.
Terrängen runt Daysland är mycket platt. Trakten runt Daysland är nära nog obefolkad, med mindre än två invånare per kvadratkilometer.. Daysland är det största samhället i trakten.
Trakten runt Daysland består till största delen av jordbruksmark.